# 미카모역
미카모역(일본어: 三加茂駅)은 일본 도쿠시마현 미요시군 히가시미요시정에 위치한 시코쿠 여객철도 도쿠시마 선의 철도역이다. 역 번호는 B21이며, 단선 승강장 1면 1선의 구조를 갖춘 지상역이다.

## 역 주변
- 국도 제129호선

## 역사
- 1961년 12월 15일 : 일본국유철도 도쿠시마 본선의 역으로서 개업.
- 1987년 4월 1일 : 일본국유철도 분할 민영화에 의해, 시코쿠 여객철도가 승계.
- 1988년 6월 1일 : 선로 명칭에 의해 도쿠시마 선의 역이 된다.

## 인접 역
| 시코쿠 여객철도       | 시코쿠 여객철도 | 시코쿠 여객철도           |
| --------------------- | --------------- | ------------------------- |
| B 20 에구치 사코 방면 | 도쿠시마 선     | 아와카모 B 22 쓰쿠다 방면 |